# Libay Sámuel
Libay Sámuel (Modor, 1782. március 11. – Besztercebánya, 1869. november 20.) ötvös, Libay Károly Lajos apja.

## Élete
Apja Sámuel is ötvös volt. A pozsonyi Johann Michael Tirtschnél tanulta ki a mesterséget. 1803-1805 között Bécsben volt vándortanonc. 1805-től Besztercebányán működött, ahol 1807-től céhtag lett. 1835-ben Glabits J. városbíró részére kiváló művészi képességről tanúskodó serleget készített. Több évben is céhmester volt. Sok, különféle ezüst használati tárgy is fennmaradt a mestertől, így étkészletek is. Ám teljes étkészletek nem, illetve alig. Elsősorban kanalak, szószos- és merőkanalak lelhetők fel Libay mesterjellel. Ennek az az oka, hogy az 1830-es évektől egyre inkább elterjedt az ötvösök körében, hogy a késekhez nem maguk készítették, hanem készen vették meg a pengéket, többek között a Solingeni pengék is megjelentek a 19. század közepén. Libay Sámuel azonban nem volt hajlandó ezt az „újhullámot” követni, így inkább felhagyott a komplett étkészletek készítésével. Ez az oka annak, hogy Libay mesterjelével nemigen bukkannak fel kések, főleg nem teljes étkészletek. Közben a megrendelések is lecsökkentek az 1850-es években.
Megrendelések híján éveken át munka nélkül tengődött. Szabad idejében ezüst filigrán szálakból Ferenc császárról mellszobrot, Napóleonról pedig álló szobrot készített. Ezek a korabeli kuriózumként maradtak fenn az Iparművészeti Múzeumban. Képességeinek igazi kibontakozása nélkül, nagy szegénységben hunyt el. 
Művészetét csak szaktársai értették meg és becsülték, a bécsi és a pesti ötvösök céhe tiszteletbeli tagjának választotta.